# Jim Talent
Jim Talent właściwie James Matthes Talent (ur. 18 października 1956 w Des Peres) – amerykański polityk, senator ze stanu Missouri, członek Partii Republikańskiej.

## Działalność polityczna
Od 1985 do 1993 zasiadał w stanowej Izbie Reprezentantów Missouri. W latach 1993–2001 przez cztery kolejne dwuletnie kadencje Kongresu Stanów Zjednoczonych reprezentował stan Missouri w Izbie Reprezentantów Stanów Zjednoczonych.
Wybrany w 2002 do Senatu Stanów Zjednoczonych w wysoce nietypowych wyborach uzupełniających, przeprowadzonych w wyniku śmierci kandydata Mela Carnahana w katastrofie lotniczej trzy tygodnie przed wyborami roku 2000. Według amerykańskiego prawa jego nazwisko musiało pozostać na liście wyborczej i gubernator stanu ogłosił, że jeżeli Carnahan pośmiertnie zdobędzie większość głosów, wyznaczy na jego miejsce jego żonę, Jean Carnahan. Zmarły kandydat był na tyle popularny, że wygrał zza grobu, pokonując urzędującego senatora Johna Ashcrofta i zapewniając swojej żonie krótką dwuletnią kadencję w senacie, do wyborów w 2002. W wyborach tych pokonał ją Jim Talent stosunkiem głosów 49,8%-48,6%.
Talent nie został wybrany na pierwszą pełną kadencję w wyborach, które odbyły się 7 listopada 2006. Jego miejsce w Senacie zajęła jego przeciwniczka z Partii Demokratycznej Claire McCaskill.